# Burgwall (Zehdenick)
Burgwall ist ein Ortsteil von Zehdenick im Landkreis Oberhavel bei Berlin. In Burgwall lebten Ende 2023 253 Menschen. 

## Geschichte
Der Ort wurde urkundlich erstmals 1590 als „Borgwall“ erwähnt. Die Bezeichnung „Neue Dorfstelle“ innerhalb des Ortes deutet darauf hin, dass der Ursprung der Siedlung aus einem slawischen Burgwall in geschützter Wasserlage an der Havel entstand, der dem Ort seinen Namen gab. 1789 wurde von Christian Ludwig Rathmann eine Glashütte gegründet, allerdings wurde diese 1797 schon wieder geschlossen. Der Ort wurde zum Schifferort. Für das Jahr 1861 sind 13 Schiffseigentümer mit 13 Segelschiffen und 31 Mannschaften nachgewiesen. Bis 1968 gab es eine Fähre über die Havel, sie wurde dann durch eine Brücke ersetzt. Diese Brücke wurde jahrzehntelang von Autos, Fußgängern und der ansässigen Ziegeleibahn geteilt und später durch eine weitere Brücke ergänzt. 
Burgwall liegt an der Havel. Am Fluss liegt auch das Gasthaus zur Fähre, das älteste Haus in Burgwall und Raststation für Fahrradfahrer, Boote und Spaziergänger zugleich. Im Kern des Dorfes liegt ein gepflegter Sportplatz mit anliegendem Spielplatz sowie einem Vereinshaus. Geprägt wird Burgwall nicht nur durch die Havel, sondern auch durch die anliegende Tonstichlandschaft und dem üppigen Forst- und Jagdwaldgebiet rund um das Dorf.  
Am 26. Oktober 2003 wurde Burgwall nach Zehdenick eingemeindet.

## Sehenswürdigkeiten
Im Nachbardorf Mildenberg befindet sich ein Ziegeleipark mit großem Spielplatz und Technikmuseum, dessen Ziegeleibahn für Touristen durch Burgwall fährt und über eine Fahrradstraße von Burgwall erreichbar ist. Außerdem befindet sich Burgwall im großen Naturschutzgebiet Tonstichlandschaft. In diesen künstlichen Seen leben seltene Tiere. Bis 2006 gab es eine noch benutzte Grube, die mittlerweile aber auch ein Tonstich geworden ist. Neben dem Ziegeleipark gibt es das Gasthaus & Pension zur Fähre. Burgwall liegt am Radweg Berlin-Kopenhagen sowie am Laufpark Stechlin. Der Wentowsee im Nachbarort ist durch den im Jahre 1732 fertiggestellten Wentowkanal mit der Havel verbunden und wird über eine ferngesteuerte Schleuse betrieben.